# 국민체력센터
국민체력센터는 국민의 건강 및 체력에 관한 과학적이고 종합적인 검진체계와 상담서비스 시스템을 개발․보급하여 국민을 질병으로부터 보호하고 체력증진을 도모하여 명령한 사회생활을 영위하기 위하여 2000년 1월 8일 설립된 문화체육관광부 소관의 재단법인이다. 사무실은 서울특별시 송파구 방이동 88-2에 있다.

## 주요 사업
- 국민건강, 체력검진 및 진료를 위한 사업
- 국민체력향상을 위한 상담전화 및 인터넷 정보서비스
- 국민체력관리 프로그램의 개발 및 보급
- 국민생활 체육진흥을 위한 운동프로그램 개발·보급
- 바른체형프로그램 개발 및 운동프로그램 개발.보급